# Haithabu (navire)
Le Haithabu est un navire océanographique et de service de l'entreprise nationale pour la protection du littoral, des parcs nationaux et de la protection marine du Schleswig-Holstein (LKN-SH, Landesbetriebes für Küstenschutz, Nationalpark und Meeresschutz Schleswig-Holstein) à Kiel, comprenant le parc national de la mer des Wadden du Schleswig-Holstein.

## Historique
Le navire a été construit au chantier naval du SET Schiffbau u. à Tangermünde, en Saxe-Anhalt. La pose de la quille a eu lieu le 19 avril 2013 et le lancement le 30 mars 2014. En juin 2014, le navire a été transféré de Tangermünde à Hambourg à l'aide de deux pousseurs. À Hambourg, le rouf a été monté. Le navire a été baptisé le 16 juin 2014 à Husum. La marraine était Anke Spoorendonk, ministre de la Justice, de la Culture et de l'Europe. La mise en service a eu lieu le 27 juin 2014.
La construction du navire a coûté environ dix millions d'euros. Le ministère de l'Environnement du Schleswig-Holstein assumait la moitié des coûts de construction, l'autre moitié par les États côtiers fédéraux allemands. L'équipement du navire, qui coûte environ 500.000 euros, a été payé par le ministère de l'Intérieur du Schleswig-Holstein.
Le navire remplace l'ancien navire Haithabu (de) mis en service en 1982. Il tire son nom de la colonie viking Hedeby du Schleswig-Holstein d'aujourd'hui.

## Données techniques
Le navire est propulsé par deux moteurs diesel six cylindres à quatre temps du constructeur Volvo Penta de 441 kW chacun. Les moteurs agissent via deux réducteurs sur deux hélices à pas variable. Les moteurs diesel sont équipés d'un système d'injection pour le post-traitement des gaz d'échappement. Pour l’alimentation électrique, il existe deux générateurs diesel, chacun d’une puissance apparente de 163 kVA. En outre, un groupe électrogène de secours avec une puissance de 47 kVA a été installé.
Le navire a quatre ponts. Sur le pont arrière ouvert, derrière les superstructures, se trouvent deux grues hydrauliques, une du côté bâbord et une autre du côté tribord. La grue à bâbord peut soulever 10 tonnes et une capacité de livraison de 18,8 mètres. La grue à tribord peut soulever plus de 13 tonnes et une capacité de livraison de 24,8 mètres. Les deux grues peuvent pivotées à 360°. Une troisième grue permet de suspendre et de récupérer le bateau de travail à bord se trouvant approximativement au milieu du navire. À l’arrière du navire se trouve une potence pivotante. Pour l’enquête et la cartographie des fonds marins, le navire dispose d’un sonar latéral.
Le navire est équipé d'une ancre de poupe supplémentaire pour maintenir la position d'ancrage durant les opérations de plongé. La coque du navire est renforcée par la glace (classe de glace "E"). Le navire est équipé d'un propulseur d'étrave d'une puissance de 130 kW.

## Missions
Le navire est conçu comme un navire de surveillance des eaux. Il est utilisé par l'Agence nationale de l'agriculture, de l'environnement et des zones rurales (LLUR) de la Baltique occidentale pour prélever des échantillons d'eau et de sol, ainsi que pour étudier la structure des fonds marins et des communautés marines. Les échantillons sont analysés pour déterminer l’état biologique et chimique de la mer Baltique. Afin de pouvoir examiner directement les échantillons, il existe également un laboratoire à bord.
En outre, c'est un navire disponible pour le Havariekommando (de) lors de marées noires sur la mer Baltique. Pour lutter contre les hydrocarbures flottant à la surface de l'eau, le navire est équipé d'un écrémeur d'hydrocarbures. Des deux côtés du navire, des bras collecteurs d’huile d’une longueur de 13 mètres peuvent être enlevés, ce qui permet à l’huile flottante d’être absorbée à la surface de l’eau à l’aide de brosses spéciales. Les skimmers ont une capacité de 80 m³/h chacun. La capacité des réservoirs chauffés pour le mélange huile-eau absorbé est de 200 m³.
En outre, le navire sert de base aux opérations de plongée pour le déblaiement des munitions et pour la cartographie des lieux de munitions dans la mer Baltique.
Le navire est conduit par un équipage de quatre personnes. Il y a de la place pour douze personnes au total, de sorte que huit personnes supplémentaires puissent être accueillies à bord, en fonction des missions. La planification opérationnelle du navire relève de l'Office national de l' agriculture, de l'environnement et des zones rurales du Schleswig-Holstein.

## Galerie

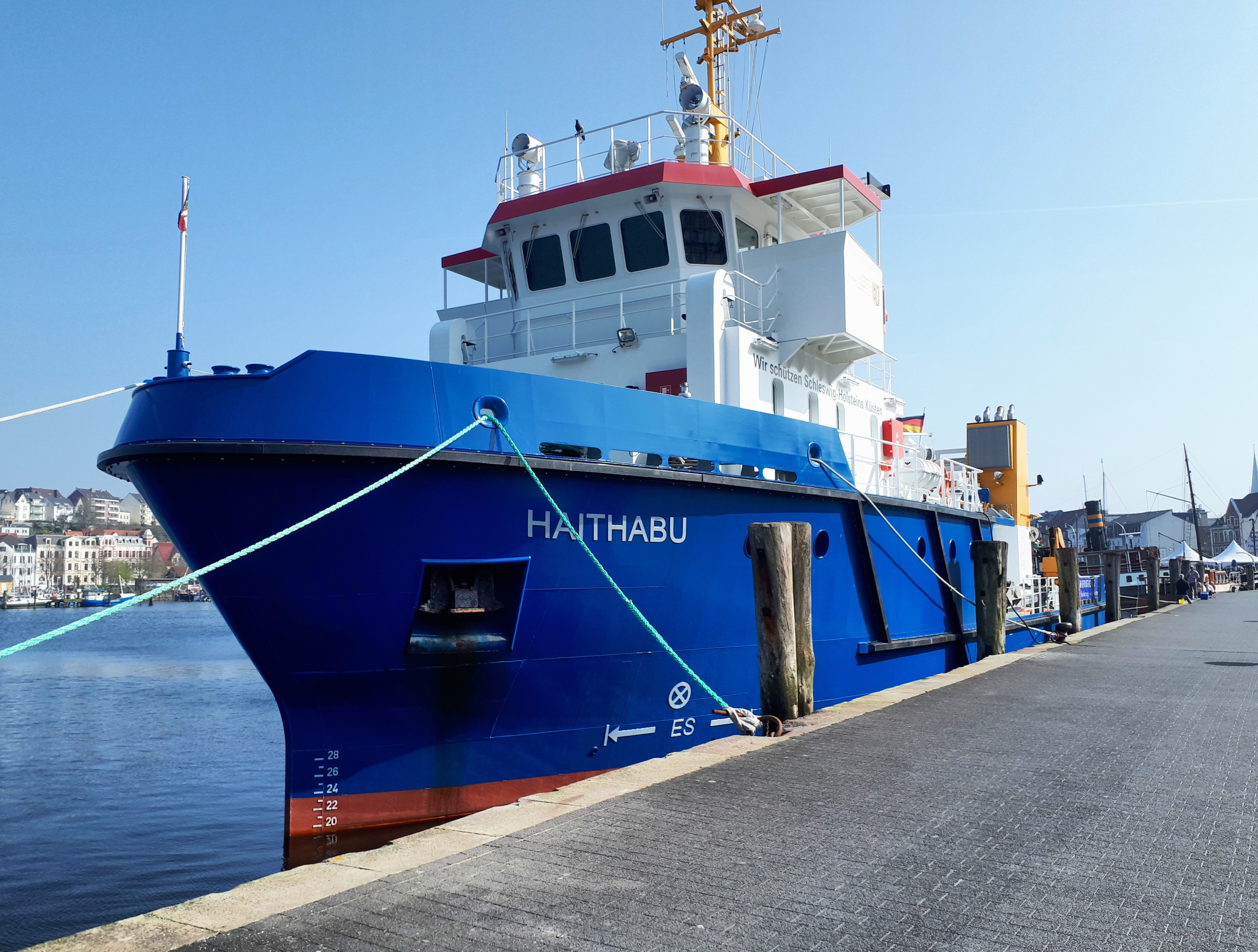
Haithabu
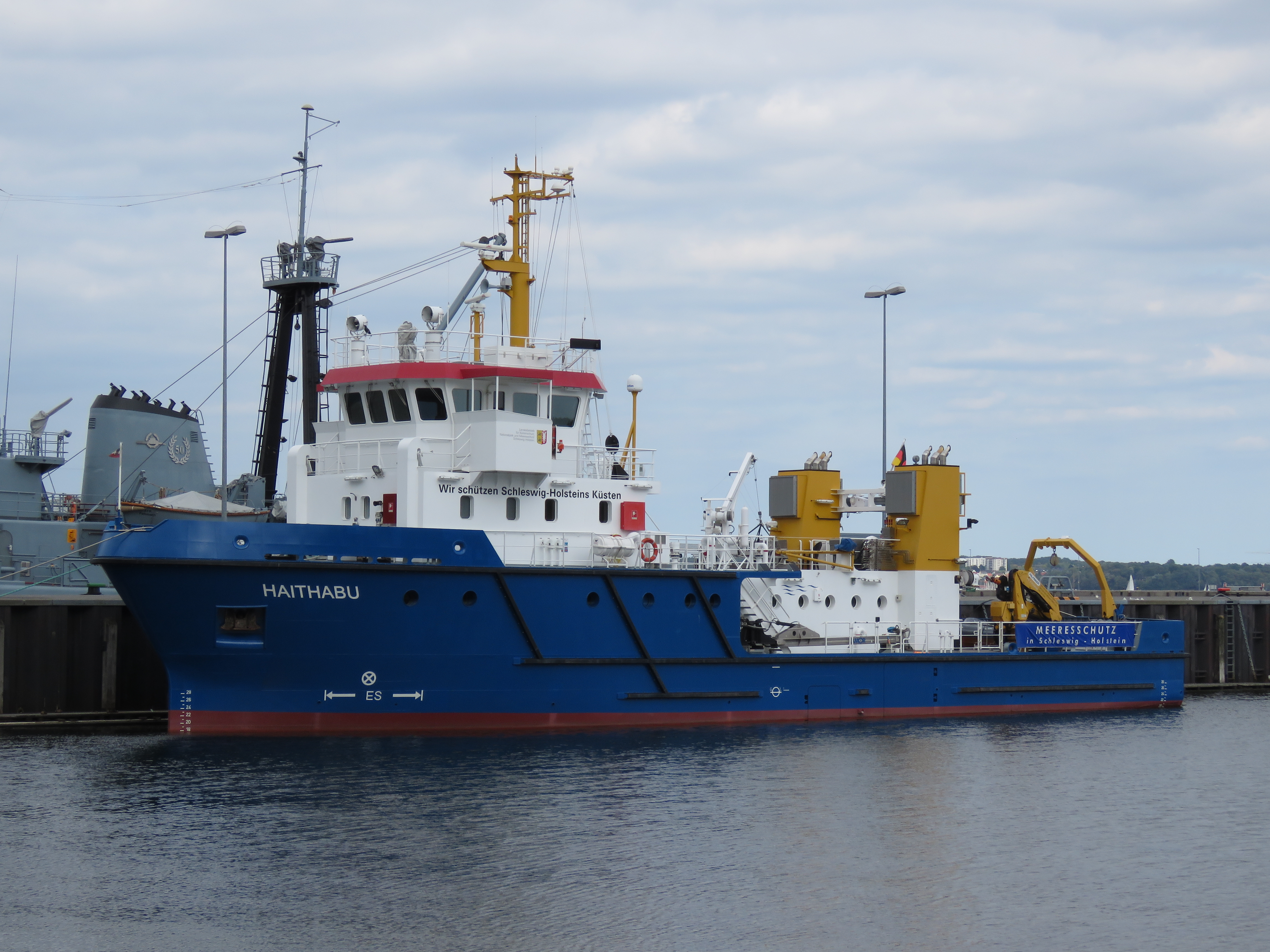
Haithabu

### Note et référence
- (de) Cet article est partiellement ou en totalité issu de l’article de Wikipédia en allemand intitulé « Haithabu (Schiff, 2014) » (voir la liste des auteurs).